# بندرسبريدغ (كامبريدجشير)
بندرسبريدغ (بالإنجليزية: Pondersbridge)‏ هي قرية تقع في المملكة المتحدة في كامبريدجشير.